# فرانك بارون (لاعب كرة قاعدة)
فرانك بارون (بالإنجليزية: Frank Barron) هو لاعب كرة قاعدة أمريكي، ولد في 6 أغسطس 1890 في سانت ماريز في الولايات المتحدة، وتوفي بنفس المكان في 18 سبتمبر 1964.

## وصلات خارجية
- فرانك بارون على موقعبيزبول رفرنس.كوم (الدوري الرئيسي) (الإنجليزية)